# PEC in het seizoen 1957/58
Het seizoen 1957/1958 was het 47e jaar in het bestaan van de Zwolse voetbalclub PEC. De club kwam uit in de Tweede divisie B en eindigde daarin op de 12e plaats. Ook werd deelgenomen aan het toernooi om de KNVB beker, hierin werd de club in de eerste ronde uitgeschakeld door amateurclub Stadskanaal (0–1).

## Wedstrijdstatistieken

### Tweede divisie B
| 1e speelronde                                                              | Tubantia                                                                         | 1 – 3 (1 – 2)  | PEC                                                                               |
| 8 september 1957 Plaats: Hengelo Veldwijk Toeschouwers: 2.500              | Wim Perik 15'                                                                    |                | 21', 32' Dirk van der Wetering 65' (e.d.) Timo Broersma                           |
| 2e speelronde                                                              | PEC                                                                              | 0 – 1 (0 – 1)  | Oldenzaal                                                                         |
| 15 september 1957 Plaats: Zwolle De Vrolijkheid Toeschouwers: 4.500        |                                                                                  |                | 29' (e.d.) Jan Tielbaard                                                          |
| 3e speelronde                                                              | Heerenveen                                                                       | 2 – 1 (0 – 0)  | PEC                                                                               |
| 22 september 1957 Plaats: Heerenveen Gemeentelijk Sportpark                | Sikke Venema 51' Hans Alleman 61'                                                |                | 80' (pen.) Riny Peters                                                            |
| 4e speelronde                                                              | PEC                                                                              | 3 – 1 (1 – 1)  | Enschedese Boys                                                                   |
| 29 september 1957' Plaats: Zwolle De Vrolijkheid Toeschouwers: 2.000       | Gerrit Disselhof 14' Gerrit van der Weerthof 85' Dries Jans 90'                  |                | 6' Pierre Kerkhoffs                                                               |
| 5e speelronde                                                              | Heracles                                                                         | 4 – 0 (3 – 0)  | PEC                                                                               |
| 6 oktober 1957 Plaats: Almelo Bornsestraat Toeschouwers: 8.500             | Steve Mokone 28' Alfons Droste 35', 39' Benny Haghuis 75'                        |                |                                                                                   |
| 6e speelronde                                                              | PEC                                                                              | 1 – 0 (0 – 0)  | Oosterparkers                                                                     |
| 20 oktober 1957 Plaats: Zwolle De Vrolijkheid Toeschouwers: 2.000          | Gerrit Disselhof 51'                                                             |                |                                                                                   |
| 7e speelronde                                                              | Zwartemeer                                                                       | 5 – 2 (3 – 1)  | PEC                                                                               |
| 27 oktober 1957 Plaats: Klazienaveen Mr. Ovingstraat Toeschouwers: 3.000   | Hans Kalter 13', 40' Tonny Roosken 42', 82' Foppe ten Hoor 61'                   |                | 26' Leo Koopman 74' (pen.) Riny Peters                                            |
| 8e speelronde                                                              | PEC                                                                              | 2 – 1 (0 – 1)  | Rheden                                                                            |
| 3 november 1957 Plaats: Zwolle De Vrolijkheid Toeschouwers: 3.000          | Leo Koopman 50' Gerrit Disselhof 86'                                             |                | 11' Ben Zweers                                                                    |
| 9e speelronde                                                              | Go Ahead                                                                         | 4 – 2 (3 – 0)' | PEC                                                                               |
| 10 november 1957 Plaats: Deventer Vetkamstraat Toeschouwers: 5.000         | Willy Mos 18', 40', 50' (pen.) Jan Groninger 21'                                 |                | 79' Jan Horst 90' Jan Tielbaard                                                   |
| 10e speelronde                                                             | PEC                                                                              | 4 – 3 (1 – 2)  | Veendam                                                                           |
| 24 november 1957 Plaats: Zwolle De Vrolijkheid Toeschouwers: 4.000         | Peter Westenbrink 26', 48', 62', 66'                                             |                | 18', 32' Jan van der Berg 52' Leo Stemkes                                         |
| 11e speelronde                                                             | Velocitas                                                                        | 2 – 1 (2 – 0)  | PEC                                                                               |
| 1 december 1957 Plaats: Groningen Stadspark Toeschouwers: 1.200            | Klaas van der Veen 15', 38'                                                      |                | 46' Gerrit van der Weerthof                                                       |
| 12e speelronde                                                             | Zwolsche Boys                                                                    | 4 – 1 (2 – 1)  | PEC                                                                               |
| 15 december 1957 Plaats: Zwolle Gemeentelijk Sportpark Toeschouwers: 5.000 | Roelof Hofman 22', 44' Herman Schrijver 80' Hennie van Nee 85'                   |                | 6' Gerrit van der Weerthof                                                        |
| 13e speelronde                                                             | PEC                                                                              | 2 – 1 (2 – 1)  | N.E.C.                                                                            |
| 22 december 1957 Plaats: Zwolle De Vrolijkheid                             | Bennie Nijboer 39' (pen.) Leo Koopman 45'                                        |                | 35' Tini van Reeken                                                               |
| 14e speelronde                                                             | PEC                                                                              | 1 – 1 (1 – 0)  | Be Quick                                                                          |
| 29 december 1957 Plaats: Zwolle De Vrolijkheid Toeschouwers: 2.000         | Dirk van der Wetering 29'                                                        |                | 65' Fré Menzinga                                                                  |
| 15e speelronde                                                             | Oldenzaal                                                                        | 3 – 2 (1 – 1)  | PEC                                                                               |
| 12 januari 1958 Plaats: Oldenzaal Het Heuveltje Toeschouwers: 1.200        | Gerrit Kuiper 24' Toon Valks 52' (pen.) Johan Beuvink 57'                        |                | 31' Leo Koopman 88' Piet Woordes                                                  |
| 16e speelronde                                                             | PEC                                                                              | 0 – 4 (0 – 2)  | Heracles                                                                          |
| 19 januari 1958 Plaats: Zwolle De Vrolijkheid Toeschouwers: 2.000          |                                                                                  |                | 28', 77' Steve Mokone 43' Herman Vrielink 86' Joop Schuman                        |
| 17e speelronde                                                             | Enschedese Boys                                                                  | 5 – 0 (3 – 0)  | PEC                                                                               |
| 2 februari 1958 Plaats: Enschede Heekpark Toeschouwers: 5.000              | Gerrit Nijsink 8' Jan Verhoeven 10', 20' Gerrit Nijsink 49' Pierre Kerkhoffs 67' |                |                                                                                   |
| 18e speelronde                                                             | PEC                                                                              | 1 – 0 (1 – 0)  | Heerenveen                                                                        |
| 9 februari 1958 Plaats: Zwolle De Vrolijkheid Toeschouwers: 2.000          | Dirk van der Wetering 35'                                                        |                |                                                                                   |
| 19e speelronde                                                             | Oosterparkers                                                                    | 5 – 1 (1 – 1)  | PEC                                                                               |
| 16 maart 1958 Plaats: Groningen Oosterpark Toeschouwers: 1.500             | Esschendal 43' Klaas Snip 46', 56', 59' René Stiekema 55'                        |                | 2' Leo Koopman                                                                    |
| 20e speelronde                                                             | PEC                                                                              | 2 – 1 (1 – 1)  | Tubantia                                                                          |
| 23 maart 1958 Plaats: Zwolle De Vrolijkheid Toeschouwers: 2.500            | Ludwig Mans 41' Freek Spanhaak 59'                                               |                | 14' Martin Philips                                                                |
| 21e speelronde                                                             | PEC                                                                              | 3 – 0 (0 – 0)  | Zwartemeer                                                                        |
| 30 maart 1958 Plaats: Zwolle De Vrolijkheid Toeschouwers: 2.000            | Leo Koopman 57', 72' Freek Spanhaak 65'                                          |                |                                                                                   |
| 22e speelronde                                                             | Rheden                                                                           | 3 – 1 (1 – 1)  | PEC                                                                               |
| 7 april 1958 Plaats: Rheden Thomassen-terrein Toeschouwers: 800            | Ap Bosveld 35', 75' Ben Zweers 90'                                               |                | 5' (e.d.) Henk Zennemers                                                          |
| 23e speelronde                                                             | PEC                                                                              | 1 – 1 (0 – 0)  | Go Ahead                                                                          |
| 20 april 1958 Plaats: Zwolle De Vrolijkheid Toeschouwers: 5.000            | Gerrit van der Weerthof 51'                                                      |                | 61' Jan ten Wolde                                                                 |
| 24e speelronde                                                             | N.E.C.                                                                           | 2 – 0 (1 – 0)  | PEC                                                                               |
| 27 april 1958 Plaats: Nijmegen Goffertstadion Toeschouwers: 1.500          | Jan van Boxtel 15' Rein Bosch 88'                                                |                |                                                                                   |
| 25e speelronde                                                             | PEC                                                                              | 4 – 4 (2 – 2)  | Zwolsche Boys                                                                     |
| 11 mei 1958 Plaats: Zwolle De Vrolijkheid Toeschouwers: 5.000              | Gerrit van der Weerthof 7' Leo Koopman 40' Dolf Degenaar 54', 63'                |                | 14' Rein van Veen 23' Tjeerd Henstra 85', 90' Roelof Hofman                       |
| 26e speelronde                                                             | PEC                                                                              | 2 – 4 (0 – 2)  | Velocitas                                                                         |
| 1 juni 1958 Plaats: Zwolle De Vrolijkheid Toeschouwers: 1.500              | Dolf Degenaar 57' Leo Koopman 65'                                                |                | 16' Klaas van der Veen 42' Jan Willems 80', 88' Evert Westerdiep                  |
| 27e speelronde                                                             | Veendam                                                                          | 2 – 1 (1 – 1)  | PEC                                                                               |
| 8 juni 1958 Plaats: Veendam De Langeleegte Toeschouwers: 1.000             | Leo Stemkens 15' Mattheus Korte 69'                                              |                | 25' Leo Koopman                                                                   |
| 28e speelronde                                                             | Be Quick                                                                         | 3 – 6 (3 – 4)  | PEC                                                                               |
| 14 juni 1958 Plaats: Haren Esserberg Toeschouwers: 300                     | Ap Hansems 10' Klaas van der Berg Wim van Dalsum                                 |                | –', –', –' Leo Koopman Jan Westerbeek 44' Dirk van der Wetering 90' Benny Nijboer |

### KNVB beker
| 1e ronde                                       | PEC | 0 – 1 (0 – 1) | Stadskanaal |
| 26 december 1957 Plaats: Zwolle De Vrolijkheid |     |               | 17' Ristig  |

## Selectie en technische staf

### Selectie 1957/58
| Nr.           | Nat.               | Naam                    | Competitie | Competitie | Beker      | Beker      | Totaal     | Totaal     | Seizoen    | Vorige club        | Debuut     |            |            |            |
| Nr.           | Nat.               | Naam                    | W          |            | W          |            | W          |            | Seizoen    | Vorige club        | Debuut     |            |            |            |
| Doelmannen    | Doelmannen         | Doelmannen              | Doelmannen | Doelmannen | Doelmannen | Doelmannen | Doelmannen | Doelmannen | Doelmannen | Doelmannen         | Doelmannen | Doelmannen | Doelmannen | Doelmannen |
| ------------- | ------------------ | ----------------------- | ---------- | ---------- | ---------- | ---------- | ---------- | ---------- | ---------- | ------------------ | ---------- | ---------- | ---------- | ---------- |
| -             | Vlag van Nederland | Hans van Rotterdam      | –          | 0          | 0          | 0          | –          | 0          | –          | Onbekend           | –          |            |            |            |
| Verdedigers   |                    |                         |            |            |            |            |            |            |            |                    |            |            |            |            |
| -             | Vlag van Nederland | Gerrit Disselhof        | –          | 3          | 1          | 0          | –          | 3          | 2e         | ZAC (ama)          | –          |            |            |            |
| -             | Vlag van Nederland | Harry Kornelis          | –          | 0          | –          | 0          | –          | 0          | 5e         | Jeugd              | –          |            |            |            |
| -             | Vlag van Suriname  | Ludwig Mans             | –          | 1          | –          | 0          | –          | 1          | 1e         | SV Voorwaarts      | –          |            |            |            |
| Middenvelders |                    |                         |            |            |            |            |            |            |            |                    |            |            |            |            |
| -             | Vlag van Suriname  | Dolf Degenaar           | –          | 3          | –          | 0          | –          | 3          | 1e         | SV Voorwaarts      | –          |            |            |            |
| -             | Vlag van Nederland | Jan Horst               | –          | 1          | 1          | 0          | –          | 1          | –          | Onbekend           | –          |            |            |            |
| -             | Vlag van Nederland | Bennie Nijboer          | –          | 2          | –          | 0          | –          | 2          | –          | Onbekend           | –          |            |            |            |
| -             | Vlag van Nederland | Riny Peters             | –          | 2          | –          | 0          | –          | 2          | –          | Onbekend           | –          |            |            |            |
| -             | Vlag van Nederland | Dorus Schotman          | –          | 1          | 1          | 0          | –          | 0          | –          | Onbekend           | –          |            |            |            |
| -             | Vlag van Nederland | Freek Spanhaak          | –          | 2          | –          | 0          | –          | 2          | –          | Onbekend           | –          |            |            |            |
| -             | Vlag van Nederland | Piet Woordes            | –          | 1          | –          | 0          | –          | 1          | –          | Onbekend           | –          |            |            |            |
| Aanvallers    |                    |                         |            |            |            |            |            |            |            |                    |            |            |            |            |
| -             | Vlag van Nederland | Wim Gerritsen           | –          | 0          | –          | 0          | –          | 0          | –          | Onbekend           | –          |            |            |            |
| -             | Vlag van Nederland | Dries Jans              | –          | 1          | 1          | 0          | –          | 1          | 10e        | VSC Den Haag (ama) | –          |            |            |            |
| -             | Vlag van Nederland | Leo Koopman             | –          | 13         | 1          | 0          | –          | 13         | 3e         | Rohda Raalte (ama) | –          |            |            |            |
| -             | Vlag van Nederland | Jan Tielbaard           | –          | 1          | –          | 0          | –          | 1          | –          | Onbekend           | –          |            |            |            |
| -             | Vlag van Nederland | Gerrit van der Weerthof | –          | 5          | –          | 0          | –          | 5          | –          | Onbekend           | –          |            |            |            |
| -             | Vlag van Nederland | Peter Westenbrink       | –          | 4          | –          | 0          | –          | 4          | –          | Jeugd              | –          |            |            |            |
| -             | Vlag van Nederland | Jan Westerbeek          | –          | 1          | –          | 0          | –          | 1          | 10e        | Jeugd              | –          |            |            |            |
| -             | Vlag van Nederland | Dirk van der Wetering   | –          | 6          | –          | 0          | –          | 6          | –          | Onbekend           | –          |            |            |            |
| Nr.           | Nat.               | Naam                    | W          |            | W          |            | W          |            | Seizoen    | Vorige club        | Debuut     |            |            |            |
| Nr.           | Nat.               | Naam                    | Competitie | Competitie | Beker      | Beker      | Totaal     | Totaal     | Seizoen    | Vorige club        | Debuut     |            |            |            |

### Technische staf
| Naam           | Functie           |
| -------------- | ----------------- |
| Jan de Roos    | Hoofdtrainer      |
| Piet Vogelzang | Assistent-trainer |

## Statistieken PEC 1957/1958

### Eindstand PEC in de Nederlandse Tweede divisie B 1957 / 1958
| Stand | Gespeeld | Gewonnen | Gelijk | Verloren | Punten | Doelpunten voor | Doelpunten tegen |
| ----- | -------- | -------- | ------ | -------- | ------ | --------------- | ---------------- |
| 12e   | 28       | 10       | 3      | 15       | 23     | 47              | 67               |

### Topscorers
| #                | Naam                    | Goal |
| ---------------- | ----------------------- | ---- |
| 1.               | Leo Koopman             | 13   |
| 2.               | Dirk van der Wetering   | 6    |
| 3.               | Gerrit van der Weerthof | 5    |
| 4.               | Peter Westenbrink       | 4    |
| 5.               | Dolf Degenaar           | 3    |
| 5.               | Gerrit Disselhof        | 3    |
| 6.               | Bennie Nijboer          | 2.   |
| 6.               | Riny Peters             | 2.   |
| 6.               | Freek Spanhaak          | 2.   |
| 9.               | Jan Horst               | 1    |
| 9.               | Dries Jans              | 1    |
| 9.               | Ludwig Mans             | 1    |
| 9.               | Jan Tielbaard           | 1    |
| 9.               | Jan Westerbeek          | 1    |
| 9.               | Piet Woordes            | 1    |
| Eigen doelpunten |                         |      |
| –                | Henk Zennemers (Rheden) | 1    |
| Totaal           | Totaal                  | 47   |

| #      | Naam        | Goal |
| ------ | ----------- | ---- |
| –      | Geen speler | 0    |
| Totaal | Totaal      | 0    |

### Punten per speelronde
| Speelronde | 1 | 2 | 3 | 4 | 5 | 6 | 7 | 8 | 9 | 10 | 11 | 12 | 13 | 14 | 15 | 16 | 17 | 18 | 19 | 20 | 21 | 22 | 23 | 24 | 25 | 26 | 27 | 28 |
| ---------- | - | - | - | - | - | - | - | - | - | -- | -- | -- | -- | -- | -- | -- | -- | -- | -- | -- | -- | -- | -- | -- | -- | -- | -- | -- |
| Punten     | 2 | 0 | 0 | 2 | 0 | 2 | 0 | 2 | 0 | 2  | 0  | 0  | 2  | 1  | 0  | 0  | 0  | 2  | 0  | 2  | 2  | 0  | 1  | 0  | 1  | 0  | 0  | 2  |

### Punten na speelronde
| Speelronde | 1 | 2 | 3 | 4 | 5 | 6 | 7 | 8 | 9 | 10 | 11 | 12 | 13 | 14 | 15 | 16 | 17 | 18 | 19 | 20 | 21 | 22 | 23 | 24 | 25 | 26 | 27 | 28 |
| ---------- | - | - | - | - | - | - | - | - | - | -- | -- | -- | -- | -- | -- | -- | -- | -- | -- | -- | -- | -- | -- | -- | -- | -- | -- | -- |
| Punten     | 2 | 2 | 2 | 4 | 4 | 6 | 6 | 8 | 8 | 10 | 10 | 10 | 12 | 13 | 13 | 13 | 13 | 15 | 15 | 17 | 19 | 19 | 20 | 20 | 21 | 21 | 21 | 23 |

### Stand na speelronde
| Speelronde | 1  | 2  | 3   | 4  | 5  | 6  | 7   | 8  | 9   | 10 | 11  | 12  | 13  | 14  | 15  | 16  | 17  | 18  | 19  | 20 | 21 | 22 | 23  | 24  | 25  | 26  | 27  | 28  |
| ---------- | -- | -- | --- | -- | -- | -- | --- | -- | --- | -- | --- | --- | --- | --- | --- | --- | --- | --- | --- | -- | -- | -- | --- | --- | --- | --- | --- | --- |
| Stand      | 3e | 6e | 10e | 6e | 9e | 8e | 10e | 7e | 10e | 9e | 10e | 12e | 11e | 13e | 13e | 13e | 11e | 11e | 11e | 9e | 9e | 9e | 11e | 10e | 13e | 13e | 12e | 12e |

### Doelpunten per speelronde
| Speelronde | 1 | 2 | 3 | 4 | 5 | 6 | 7 | 8 | 9 | 10 | 11 | 12 | 13 | 14 | 15 | 16 | 17 | 18 | 19 | 20 | 21 | 22 | 23 | 24 | 25 | 26 | 27 | 28 | Totaal |
| ---------- | - | - | - | - | - | - | - | - | - | -- | -- | -- | -- | -- | -- | -- | -- | -- | -- | -- | -- | -- | -- | -- | -- | -- | -- | -- | ------ |
| Doelpunten | 3 | 0 | 1 | 3 | 0 | 1 | 2 | 2 | 2 | 4  | 1  | 1  | 2  | 1  | 2  | 0  | 0  | 1  | 1  | 2  | 3  | 1  | 1  | 0  | 4  | 2  | 1  | 6  | 47     |